# Ike Quebec
Ike Abrams Quebec (Newark, 17 de agosto de 1918 - 16 de enero de 1963), Ike Quebec ([kioo-bek]), fue un saxofonista (tenor) estadounidense de jazz.
Aunque nunca fue un innovador, Quebec era poseedor de un gran sonido, distintivo y fácilmente reconocible, especialmente consistente en sus interpretaciones de blues y baladas románticas.

## Biografía
Inicialmente bailarín y pianista, se pasó al saxo tenor después de cumplir 20 años, y pronto alcanzó una sólida reputación como promesa del jazz. Su carrera discográfica comenzó en 1940, con el grupo Barons of Rhythm.
Después toca con Frankie Newton, Hot Lips Page, Roy Eldridge, Trummy Young, Ella Fitzgerald, Benny Carter y Coleman Hawkins. Entre 1944 y 1951, trabaja intermitentemente con Cab Calloway. Graba para Blue Note Records en esa época.
Debido en parte a su adicción a las drogas, Quebec graba solo esporádicamente durante los años cincuenta pero va incorporando a su forma de tocar elementos del hard bop, bossa nova, y soul jazz. Quebec también graba ocasionalmente al piano, como en su álbum de 1961 Blue & Sentimental donde alterna entre el tenor y el piano, tocando este último detrás de los solos de guitarra de Grant Green.
En 1959 vuelve a publicar regularmente en las series de álbumes del sello Blue Note hasta su muerte de cáncer en 1963.

## Discografía

### Como líder
- From Hackensack to Englewood Cliffs (1959 publicado 2000, Blue Note)
- The Complete Blue Note 45 Sessions (1959–62, publicado 2005, Blue Note)
- Heavy Soul (1961, Blue Note)
- It Might as Well Be Spring (1961, Blue Note)
- Blue & Sentimental (1961, Blue Note)
- Easy Living (1962 publicado 1987, Blue Note). También Congo Lament (publicado 1981)
- Soul Samba (1962, Blue Note)
- With a Song in My Heart (1980, Blue Note)

### Como acompañante
Con Sonny Clark:
- Leapin' and Lopin' (1961; Blue Note)

Con Grant Green:
- Born to Be Blue (1962; Blue Note)
- The Latin Bit (1962; Blue Note)

Con Dodo Greene:
- My Hour of Need (1962; Blue Note)

Con Jimmy Smith
- Open House (1960; Blue Note)
- Plain Talk (1960; Blue Note)